# Burg Endersbach
Die Burg Endersbach war eine mittelalterliche Befestigungsanlage in Endersbach, einem Stadtteil der Großen Kreisstadt Weinstadt im baden-württembergischen Rems-Murr-Kreis. Von dem Bauwerk haben sich nur geringe Überreste erhalten.

## Lage
Die Burganlage befand sich an der Stelle der heutigen Kirche St. Agatha in der Ortsmitte von Endersbach. Reste eines Turms wurden beim Bau der Kirche in den Kirchturm integriert. Der Kirchturm ist auch heute noch ungewöhnlich massiv.

## Geschichte
Über die Geschichte der württembergischen Burg Endersbach ist nicht mehr viel bekannt. 1261 wurde die Burg erstmals genannt. Im August 1291 soll Graf Albrecht von Hohenberg die Befestigung im Krieg gegen Graf Eberhard den Erlauchten zerstört haben. 1416 war die Anlage nur noch ein Burgstall und wurde als Lehen an Hans von Lichtenstein vergeben. Zuvor war sie im Besitz von Heinrich von Lichtenstein, genannt Glockhuß. Mitte des 15. Jahrhunderts wurde die ehemalige Burg zur Kirche umgebaut. Erstmals erwähnt wurde die Kirche St. Agatha 1462.